# Hoplopholcus forskali
Hoplopholcus forskali is een spinnensoort uit de familie trilspinnen (Pholcidae). De soort komt voor van Oost-Europa tot Turkmenistan en is de typesoort van het geslacht Hoplopholcus.